# 國道6號 (韓國)
国道6号（韓語：국도 제6호선），又称仁川－江陵线（韓語：인천 ~ 강릉선），是大韩民国的一条一般国道，于1971年8月31日纳入韩国一般国道体系中。该线路西起仁川广域市中区，途经首尔特别市、京畿道和江原道，东至江原道江陵市，经过平泽华城高速公路、中部内陆高速公路等8条高速公路，全长约274.3千米。其中，首尔特别市和江陵市之间的路段也被称为京江路。

## 主要途径地区
如无特别说明，下方顺序默认为由西至东。

### 仁川广域市
中区 - 东区 - 彌鄒忽区 - 西区 - 桂阳区

### 京畿道（西段）
富川市

### 首尔特别市
江西区 - 阳川区 - 永登浦区 - 麻浦区 - 西大门区 - 钟路区 - 东大门区 - 中浪区

### 京畿道（东段）
九里市 - 南杨州市 - 杨平郡

### 江原道
橫城郡 - 平昌郡 - 江陵市

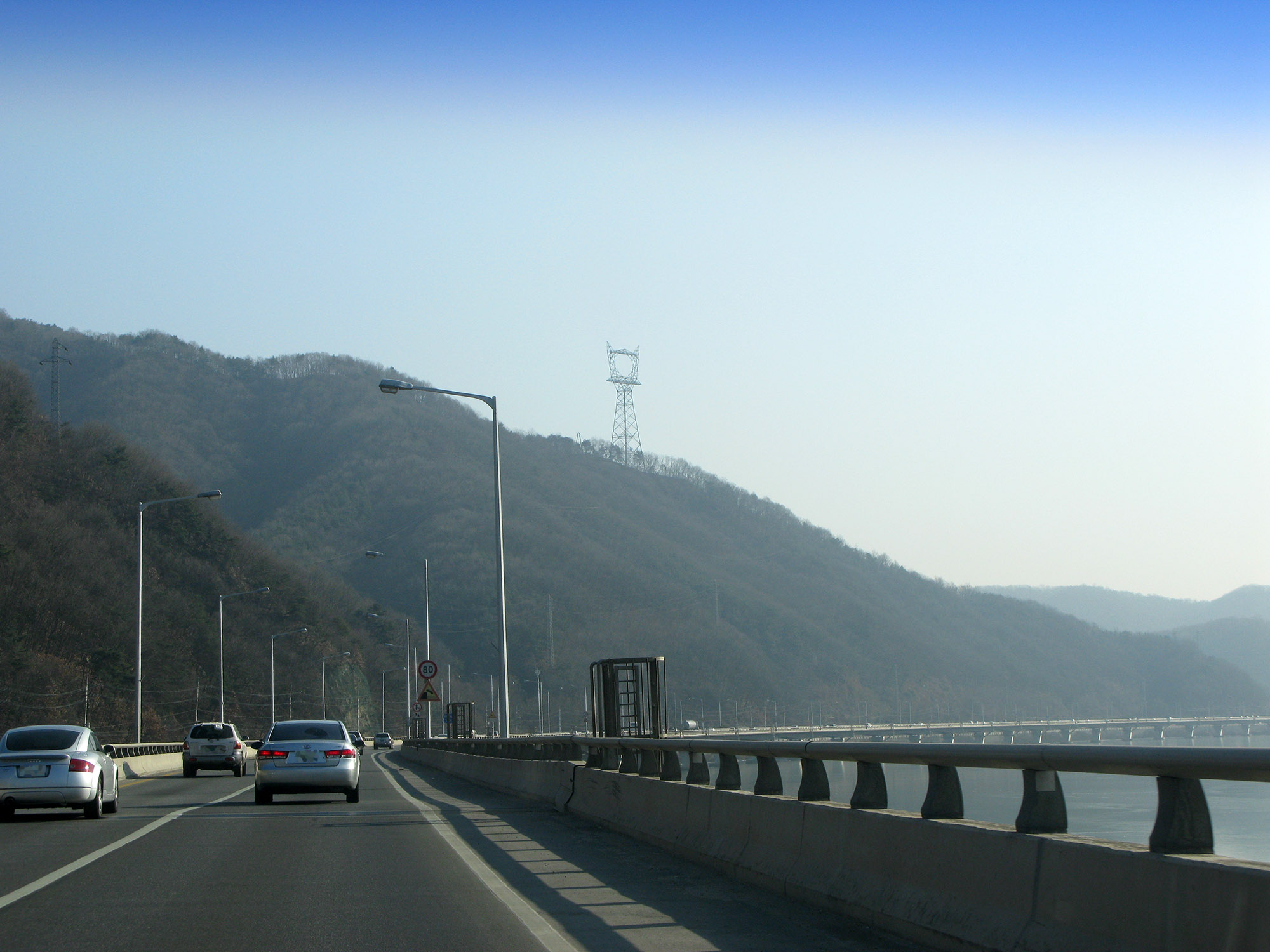
国道6号龙潭大桥江陵市方向
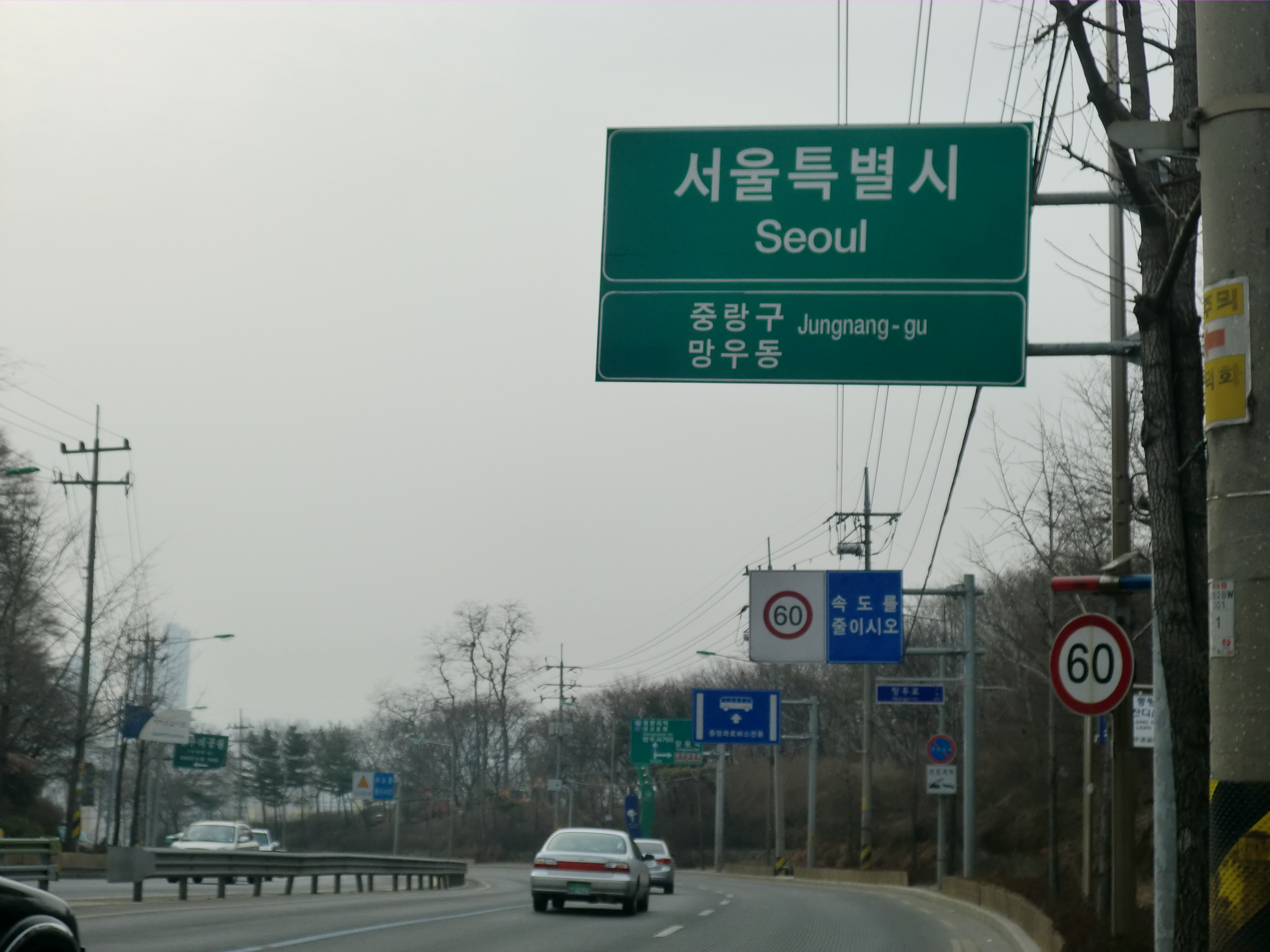
国道6号京畿道九里市和首尔特别市的边界
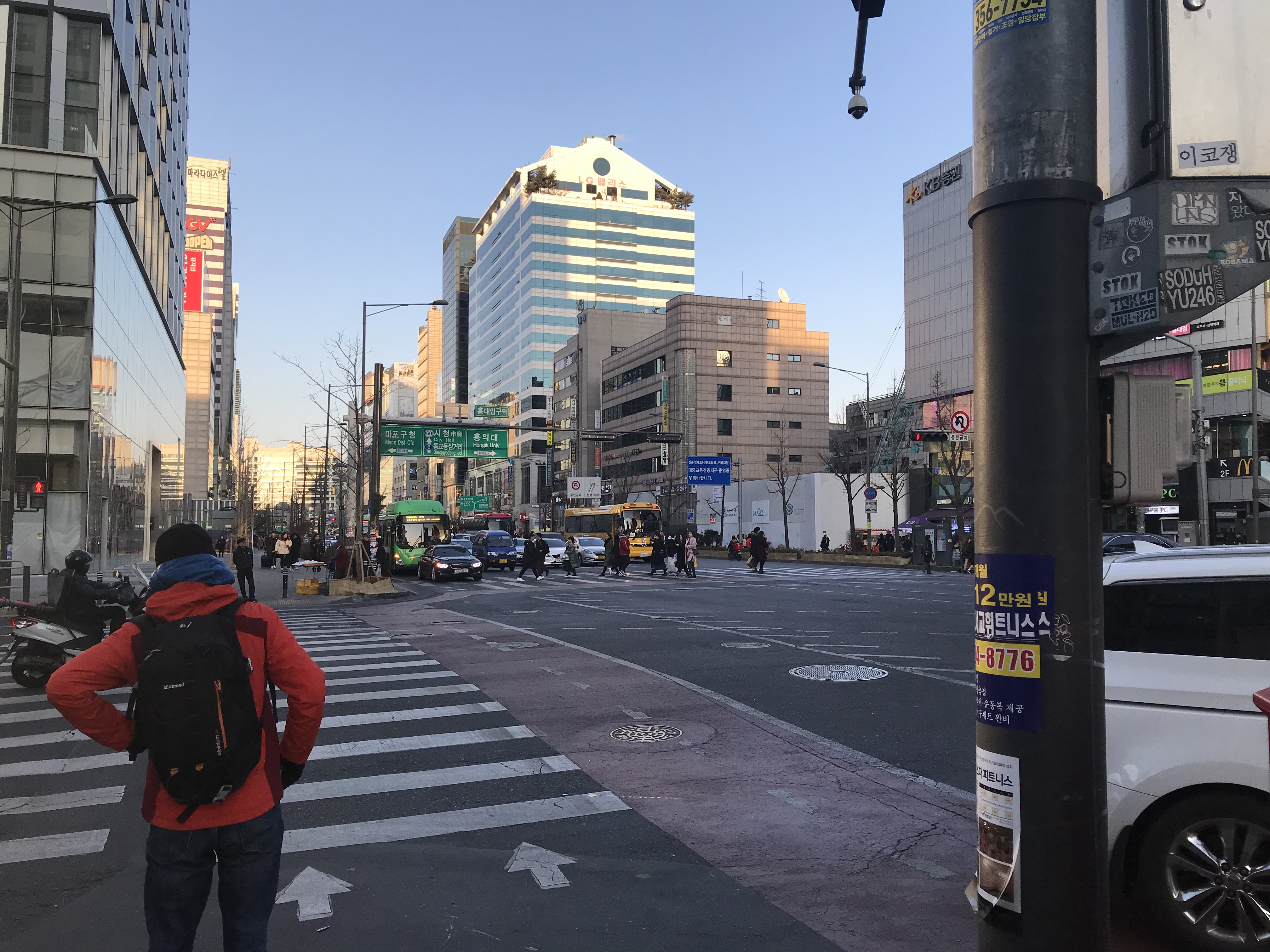
首尔特别市麻浦区弘益大学前的国道6号

## 主要途径道路
- 平泽华城高速公路
- 中部内陆高速公路
- 岭东高速公路
- 中央高速公路
- 首尔襄阳高速公路
- 首尔襄阳高速公路
- 京仁高速公路
- 首都圈二环高速公路
- 国道1号
- 国道3号
- 国道5号
- 国道7号
- 国道19号
- 国道31号
- 国道37号（朝鲜语：국도 제37호선）
- 国道39号
- 国道42号（朝鲜语：국도 제42호선）
- 国道43号（朝鲜语：국도 제43호선）
- 国道44号
- 国道45号（朝鲜语：국도 제45호선）
- 国道46号
- 国道47号
- 国道48号
- 国道59号（朝鲜语：국도 제59호선）
- 国道77号（朝鲜语：국도 제77호선）
- 23国家支援地方道23号（朝鲜语：국가지원지방도 제23호선）
- 70国家支援地方道70号（朝鲜语：국가지원지방도 제70호선）
- 84国家支援地方道84号（朝鲜语：국가지원지방도 제84호선）
- 86国家支援地方道86号（朝鲜语：국가지원지방도 제86호선）
- 98国家支援地方道98号（朝鲜语：국가지원지방도 제98호선）